# Мачак Били
Мачак Били је француско-белгијски анимирани серијал заснован на истоименом стрипу, који су створили карикатуристи Стефан Колман и Стифен Десберг. Емитовано је од 1996. до 2001. године за две сезоне, као и два ТВ филма (од 1998. и 2001.).
Анимирани у La Fabrique, Siriol Productions и Cologne Cartoon (последња једина сезона 1), серија је продуцирана од стране EVA Entertainment са компанијама: Les Films de Triangle, Dupuis, NOA Network of Animation, и Sofidoc S.A.; све у вези са каналима S4c, ZDF и France 3. 
У Србији, цртани Мачак Били се емитовао на Каналу Д од 2004. године, од титлованог па синхронизовано.

## Радња
Билијева трансформација у мачку је изазвана од стране љутог мађионичара који одлучује да дечака научи лекцију након што је видео Билија како злоставља мачку. Да би његова породица остала забринута, мађионичар користи своју магију како би своју мачку, Маслачка, претворио у дечака који изгледа потпуно исто као Били кад је био дечак.
Цртани филм поприма много светлији тон од стрипа, углавном захваљујући различитој поставци и много је епизодичнији. Када се серија заврши, Били остаје мачак и показује мало или нимало интереса да постане дечак који је некад био, иако то није изричито речено било којим ликом. 